# 五台山站 (南京地铁)
五台山站是一个位于中华人民共和国江苏省南京市鼓楼区上海路与广州路交叉口，属于南京地铁5号线的地铁车站。

## 车站结构
五台山站为地下三层侧式叠式车站，总长217m，标准段宽17.15m，深24.8~28.2m,标准段采用单柱双跨钢筋混凝土箱型结构。车站主体沿上海路铺设。与远期13号线进行通道换乘。
由于上海路两侧施工区域和条件有限，故该车站以及双线区间采用上下叠落式设计，上海路站至该站至云南路站区间埋深最深处达23.6米，上下隧道最小间距仅仅1.38米，该站两端的4个盾构区间也是南京地铁建设历史上首次采用叠交式盾构施工工艺。

### 楼层分布
| -1层 | 5号线站厅          | 票务服务、自动售票机、人工服务台 |                    |                    |
| -2层 | 侧式站台，左侧开门 | 侧式站台，左侧开门               | 侧式站台，左侧开门 | 侧式站台，左侧开门 |
|      |                    | █ 5号线 往方家营（云南路）       |                    |                    |
| -3层 | 侧式站台，左侧开门 | 侧式站台，左侧开门               | 侧式站台，左侧开门 | 侧式站台，左侧开门 |
|      |                    | █ 5号线 往吉印大道（上海路）     |                    |                    |

## 出入口
五台山站共设有4个出入口，均沿广州路两侧分布。
| 出口編號     | 出口指示 | 建議前往的目的地 | 照片 |
| ------------ | -------- | ---------------- | ---- |
| 出口 · 1L    |          |                  |      |
| 出口 · 2L    |          |                  |      |
| 出口 · 3 · A |          |                  |      |
| 出口 · 3 · B |          |                  |      |

## 周边
- 江苏省五台山体育中心
- 南京大学附属中学初中部
- 南京市儿童医院
- 南京市鼓楼区第一中心小学